# Weppach (Pegnitz)
Die Weppach ist ein rechter Nebenfluss der Pegnitz, einem Fluss im Nürnberger Land.

## Verlauf
Die Weppach entspringt oberhalb von Leuzenberg, einem Gemeindeteil von Reichenschwand. Während des Jahres kann man den Bach eher mit einem Rinnsal vergleichen. Er durchfließt zunächst Leuzenberg, dann den Talkessel südlich von Leuzenberg, bevor er den Reichenschwander Gemeindeteil Oberndorf durchzieht. In der Nähe des Reichenschwander Bahnhaltepunkts unterquert er die Bahnlinie Nürnberg-Hersbruck. Danach fließt er unter der die Reichenschwand durchziehende B 14 hindurch, bevor der Bach im Bereich des Hotels am Kirchplatz in der Nähe des Reichenschwander Schlosses in die Pegnitz mündet.